# Jacky Morael

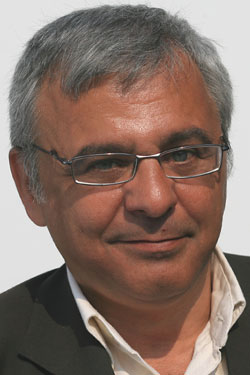
Jacky Morael

Jacques (Jacky) Morael (Herstal, 26 november 1959 – Luik, 6 december 2016) was een Belgisch politicus voor Ecolo uit Wallonië en minister van Staat.

## Levensloop
Morael studeerde af als licentiaat in de informatiewetenschappen aan de Université de Liège. Daarna werd hij perscorrespondent en animator van de vrije radio van de ecologische beweging "Amis de la Terre", waar hij via zijn aardrijkskundeleraar José Daras in verzeild was geraakt. De "Amis de la Terre" lag aan de basis van de latere partij Ecolo en kort na de oprichting van deze partij werd Morael er in 1981 lid van.
Nadat Ecolo bij de verkiezingen van 1981 voor het eerst in het parlement terechtkwam, werd Morael parlementair medewerker van zijn vroegere aardrijkskundeleraar José Daras. Deze functie bleef hij uitoefenen tot in 1986, toen hij tot woordvoerder en federaal secretaris van Ecolo benoemd werd.
Bij de verkiezingsoverwinning van Ecolo in 1991 werd Jacky Morael voor het arrondissement Luik verkozen tot lid van de Kamer van volksvertegenwoordigers. Hierdoor moest hij ontslag nemen als federaal secretaris en woordvoerder van Ecolo, aangezien deze functies volgens de statuten van Ecolo niet mochten gecombineerd worden met een parlementair mandaat. Door zijn mandaat in de Kamer zetelde Morael automatisch ook in de Waalse Gewestraad en in de Franse Gemeenschapsraad. Van 1993 tot 1994 was hij ook fractieleider van de gezamenlijke Ecolo-Agalev-fractie in de Kamer.
In mei 1994 verliet Morael de Kamer, nadat hij samen met Isabelle Durant en Dany Josse verkozen was tot federaal secretaris van Ecolo. Als federaal secretaris hielp Morael de gemeenteraadsverkiezingen van 1994 en de parlementsverkiezingen van 1995 voorbereiden. Bij de gemeenteraadsverkiezingen van 1994 werd Morael tot gemeenteraadslid van Luik verkozen en bleef dit mandaat behouden tot in 1999. In 2012 werd hij nogmaals verkozen tot gemeenteraadslid van Luik, maar besloot om het mandaat niet op te nemen.
Bij de verkiezingen van 1999 behaalde Ecolo opnieuw een grote overwinning. Met een hoog aantal voorkeurstemmen werd Morael rechtstreeks verkozen in de Belgische Senaat. Als federaal secretaris was Morael betrokken bij de vorming van de paars-groene regering-Verhofstadt I. Omdat er binnen Ecolo kritiek was op het bereikte regeringsakkoord, trad Morael echter niet toe tot deze regering. Vervolgens zetelde hij tot in 2003 in de Belgische Senaat. 
In 1999 probeerde Morael om herkozen te worden als federaal secretaris, maar door de plotse dood van zijn tienerdochter aan een hersenvliesontsteking besloot hij zich niet verkiesbaar te stellen. In 2001 werd Morael door toenmalig minister van Buitenlandse Zaken Louis Michel belast met een missie in Afrika. 
Bij de verkiezingen van 2003 was Morael lijstduwer op de Kamerlijst voor de kieskring Luik, maar werd niet verkozen. Hierop verliet hij de actieve politiek, waarna hij benoemd werd tot ridder in de Leopoldsorde. Een jaar eerder, in januari 2002, werd Morael benoemd tot minister van Staat. In 2004 trad hij toe tot de studiedienst van zijn partij.
In 2005 brak Morael zijn rug toen hij thuis van de trap viel. Sindsdien moest hij zich verplaatsen met een wandelstok. Ondanks deze ernstige gezondheidsproblemen keerde Morael in 2007 terug naar de actieve politiek. Bij de federale verkiezingen van dat jaar stond hij als lijstduwer op de Ecolo-Senaatslijst, maar geraakte niet verkozen. Hij bleef echter zeer populair en zorgde in 2009 mee voor de grote overwinning van Ecolo bij de regionale verkiezingen. Een jaar later, bij de vervroegde federale verkiezingen van 2010, werd Morael opnieuw verkozen tot senator. In december 2011 steunde Morael loyaal het Vlinderakkoord, dat Ecolo mee had onderhandeld. Bij dit akkoord werd de Senaat hervormd en werd de categorie van de rechtstreeks gekozen senatoren afgeschaft. Hierdoor was Morael een van de laatste 40 rechtstreeks gekozen senatoren. In 2014 verliet hij de Senaat. Van 2010 tot 2012 was hij er eveneens fractieleider van de Ecolo-Groen-fractie.
Bij de verkiezingen van 2014 stond Morael als laatste opvolger op de Ecolo-Kamerlijst voor de kieskring Luik. Dit betekende het einde van zijn politieke loopbaan. In december 2016 overleed hij onverwacht.